# Crinum bakeri
Crinum bakeri är en amaryllisväxtart som beskrevs av Karl Moritz Schumann. Crinum bakeri ingår i släktet Crinum, och familjen amaryllisväxter. Inga underarter finns listade i Catalogue of Life.